# Henrik den mellerste av Braunschweig-Lüneburg
Henrik "den mellerste", eller Henrik VII, på tyska Heinrich "der Mittlere", född 1468, död  19 februari 1532 (jaktolycka) i Bockelskamp, var hertig till Braunschweig-Lüneburg och regerande furste av Lüneburg 1486–1520.

## Biografi
Henrik den mellerste var son till hertig Otto den segerrike av Braunschweig-Lüneburg (1438/1439–1471) och Anna av Nassau-Dietz (1441–1513/1514).
Henrik gifte sig första gången i Celle 27 februari 1487 med Margareta av Sachsen (1469–1528). Paret fick följande barn:
1. Otto I av Braunschweig-Lüneburg-Harburg (1495–1549), hertig av Braunschweig-Lüneburg-Harburg
2. Ernst Bekännaren av Braunschweig-Lüneburg (1497–1546), hertig av Braunschweig-Lüneburg
3. Franz av Braunschweig-Lüneburg (1508–1549), hertig av Braunschweig-Gifhorn

Henrik gifte sig andra gången 1528 med Anna von Campe.